# 스위스의 주
스위스는 26개의 주(칸톤, 독일어: Kanton 칸톤[*], 프랑스어: Canton 캉통[*], 이탈리아어: Cantone 칸토네[*])로 구성된 연방 국가이다. 스위스의 주는 1848년 스위스 연방이 세워질 때까지 국방과 통화를 포함한 완벽한 자치권을 보장받고 있었으며 연방이 성립된 이후에도 고유한 정치 체계와 입법권, 행정권을 유지하고 있다. 여러 칸톤은 이른바 란트슈게마인데로 알려진 직접 민주주의 정치를 시행하여 참정권을 가진 주민이 직접 모여 의사결정을 하는 것으로 유명했으나 이러한 방식의 직접 민주주의 방식은 현재 아펜첼이너로덴주와 글라루스주에서만 남아 있다.

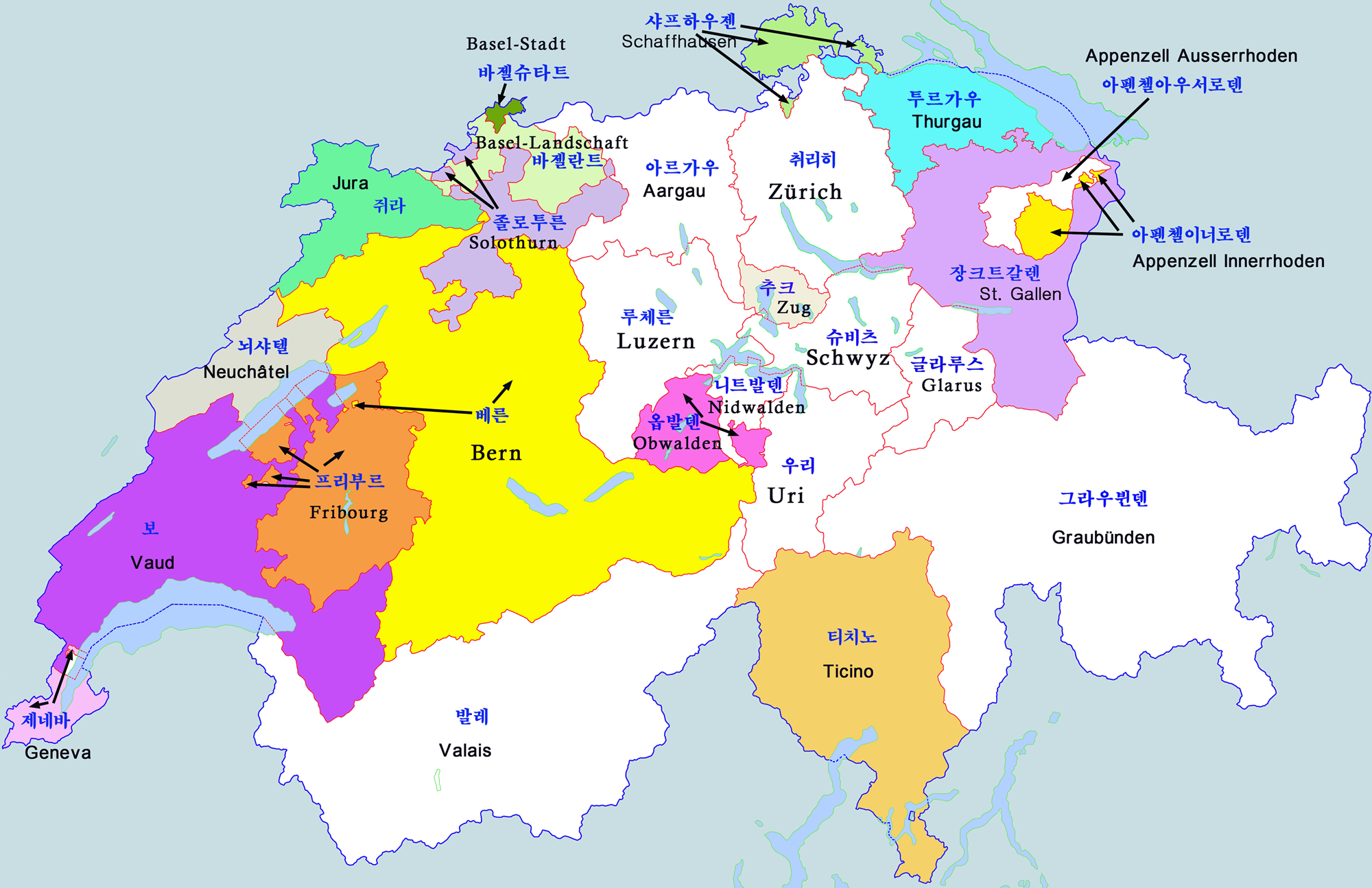
스위스의 주

## 반주
스위스의 26개 주 가운데 6개의 반주(半州)가 존재하며, 반주의 기원은 주마다 각각 다르다. 옵발덴주와 니트발덴주는 "운터발덴 주"로 존속하였지만, 지리적인 문제 및 나폴레옹 시대에 존재했던 헬베티아 공화국 연방 가입 문제 등으로 갈라져 반주가 되었으며, 바젤슈타트주와 바젤란트주는 이전에 "바젤 주"로 존속하였으나 도시와 농촌 간의 문제, 바젤란트주의 독립 요구로 갈라져 반주가 되었다. 아펜첼이너로덴주와 아펜첼아우서로덴주는 "아펜첼 주"로 존속하였다가 1597년 스위스의 종교개혁 때 갈라져 가톨릭교도가 많은 아펜첼이너로덴주와 개신교도가 많은 아펜첼아우서로덴으로 나뉘어 반주가 되었다.
반주(半州)는 독자적인 발언권을 가지지 못했으나, 1999년 스위스 연방 헌법 개정과 함께 반주(半州)법이 폐지되면서 주의 독자성을 인정받게 되었다. 다만, 기존 주들과의 형평을 고려해서 몇가지 점에서는 차별이 있으며, 제일 주요한 구분점은 연방평의회에 보내는 각주의 대표를 다른 주들은 2명씩 보내는 반면에, 반주의 경우 1명만 보낼 수 있으며, 이외에 투표상에서도 약간의 차이점이 있다.

## 스위스의 주
| 주기                     | 약자 | 주 명칭          | 연방 가입 연도 | 주도         | 인구1     | 면적 (km²) | 인구 밀도2 | 지방 지자체 수1 | 공용어                              |
| ------------------------ | ---- | ---------------- | -------------- | ------------ | --------- | ---------- | ---------- | --------------- | ----------------------------------- |
| 베른 주의 기             | BE   | 베른             | 1353년         | 베른         | 947,100   | 5,959      | 158        | 399             | 독일어 프랑스어                     |
| 취리히 주의 기           | ZH   | 취리히           | 1351년         | 취리히       | 1,228,600 | 1,729      | 701        | 171             | 독일어                              |
| 루체른 주의 기           | LU   | 루체른           | 1332년         | 루체른       | 350,600   | 1,493      | 233        | 107             | 독일어                              |
| 우리 주의 기             | UR   | 우리             | 1291년         | 알트도르프   | 35,000    | 1,077      | 33         | 20              | 독일어                              |
| 슈비츠 주의 기           | SZ   | 슈비츠           | 1291년         | 슈비츠       | 131,400   | 908        | 143        | 30              | 독일어                              |
| 옵발덴 주의 기           | OW   | 옵발덴           | 1291년         | 자르넨       | 32,700    | 491        | 66         | 7               | 독일어                              |
| 니트발덴 주의 기         | NW   | 니트발덴         | 1291년         | 슈탄스       | 38,600    | 276        | 138        | 11              | 독일어                              |
| 글라루스 주의 기         | GL   | 글라루스         | 1352년         | 글라루스     | 38,300    | 685        | 51         | 28              | 독일어                              |
| 추크 주의 기             | ZG   | 추크             | 1352년         | 추크         | 100,900   | 239        | 416        | 11              | 독일어                              |
| 졸로투른 주의 기         | SO   | 졸로투른         | 1481년         | 졸로투른     | 245,500   | 791        | 308        | 126             | 독일어                              |
| 바젤슈타트 주의 기       | BS   | 바젤슈타트       | 1501년         | 바젤         | 186,700   | 37         | 5,072      | 3               | 독일어                              |
| 바젤란트 주의 기         | BL   | 바젤란트         | 1501년         | 리슈탈       | 261,400   | 518        | 502        | 86              | 독일어                              |
| 샤프하우젠 주의 기       | SH   | 샤프하우젠       | 1501년         | 샤프하우젠   | 73,400    | 298        | 246        | 34              | 독일어                              |
| 아펜첼아우서로덴 주의 기 | AR   | 아펜첼아우서로덴 | 1513년         | 헤리자우3    | 53,200    | 243        | 220        | 20              | 독일어                              |
| 아펜첼이너로덴 주의 기   | AI   | 아펜첼이너로덴   | 1513년         | 아펜첼       | 15,000    | 173        | 87         | 6               | 독일어                              |
| 장크트갈렌 주의 기       | SG   | 장크트갈렌       | 1803년         | 장크트갈렌   | 452,600   | 2,026      | 222        | 90              | 독일어                              |
| 아르가우 주의 기         | AG   | 아르가우         | 1803년         | 아라우       | 550,900   | 1,404      | 388        | 232             | 독일어                              |
| 투르가우 주의 기         | TG   | 투르가우         | 1803년         | 프라우엔펠트 | 228,200   | 991        | 229        | 80              | 독일어                              |
| 그라우뷘덴 주의 기       | GR   | 그라우뷘덴       | 1803년         | 쿠어         | 185,700   | 7,105      | 26         | 211             | 독일어 로만슈어 이탈리아어          |
| 프리부르 주의 기         | FR   | 프리부르         | 1481년         | 프리부르     | 239,100   | 1,671      | 141        | 242             | 프랑스어 독일어                     |
| 발레 주의 기             | VS   | 발레             | 1815년         | 시옹         | 278,200   | 5,224      | 53         | 160             | 프랑스어 독일어                     |
| 보 주의 기               | VD   | 보               | 1803년         | 로잔         | 626,200   | 3,212      | 188        | 382             | 프랑스어                            |
| 뇌샤텔 주의 기           | NE   | 뇌샤텔           | 1815년         | 뇌샤텔       | 166,500   | 803        | 206        | 62              | 프랑스어                            |
| 제네바 주의 기           | GE   | 제네바           | 1815년         | 제네바       | 414,300   | 282        | 1,442      | 45              | 프랑스어                            |
| 쥐라 주의 기             | JU   | 쥐라4            | 1979년         | 들레몽       | 69,100    | 838        | 82         | 83              | 프랑스어                            |
| 티치노 주의 기           | TI   | 티치노           | 1803년         | 벨린초나     | 311,900   | 2,812      | 110        | 244             | 이탈리아어                          |
| 스위스의 국기            | CH   | 스위스 전체      |                | 수도: 베른   | 7,261,200 | 41,285     | 174        | 2,890           | 독일어 프랑스어 이탈리아어 로만슈어 |

주:
- 1 2001년 12월 31일, National Statistics에 따름
- 2 단위: 명/km², (2000년 인구수에 근거함.)
- 3 주 정부와 의회 소재지임, 사법 당국은 트로겐에 있음.
- 4 가장 최근에 생긴 쥐라 주는 1979년 베른주로부터 분리되었다.
- 굵은 글씨로 표시된 주는 원래 하나의 주였으나 종교 분쟁 등 여러 문제로 반으로 갈라진  반주임.

## 같이 보기
- 반주 (스위스)
- 종교 개혁